# J・P・マヌー
J・P・マヌー（J.P. Manoux、1969年6月8日 - ）は、アメリカ合衆国出身の俳優である。

## 出演作品

### テレビ
- ボーンズ　-骨は語る-
- NCIS:LA 〜極秘潜入捜査班
- シングルパパの育児奮闘記
- ウェアハウス13 〜秘密の倉庫 事件ファイル〜
- アーロン・ストーン（スタン）
- ER緊急救命室（クレンショー）
- 名探偵モンク
- 女検死医ジョーダン
- ママと恋に落ちるまで
- 22世紀ファミリー 〜フィルにおまかせ〜
- ヤング・スーパーマン
- チャームド〜魔女3姉妹〜
- ブルック・シールズのハロー!スーザン
- 超能力ファミリー サンダーマン

### 映画
- ブルース＆ロイドのボクらもゲットスマート（ニール）
- ゾンビパーク
- タイムマシン大作戦
- ジャームス　狂気の秘密
- 無ケーカクの命中男/ノックトアップ
- ミート・ザ・ペアレンツ2
- スターシップ・トゥルーパーズ2（アリ・ペック）
- パンプキンヘッド2
- Mr.ノーバディ